# Baldev Singh
Baldev Singh (3 gennaio 1951) è un ex cestista indiano.

## Carriera
Con l'India ha disputato le Olimpiadi del 1980, segnando 30 punti in 7 partite.